# GPT-3.5
GPT-3.5 (англ. Generative Pre-trained Transformer 3.5) — це підклас моделей GPT-3, створених OpenAI у 2022 році.
15 березня 2022 року OpenAI зробив доступними нові версії GPT-3 та Codex у своєму API з можливостями редагування та вставки під назвами text-davinci-002 та code-davinci-002. Ці моделі були описані як більш потужні, ніж попередні версії, і навчалися на даних до червня 2021 року. 28 листопада 2022 року OpenAI представив text-davinci-003. 30 листопада 2022 року OpenAI почав називати ці моделі такими, що належать до серії «GPT-3.5», та випустив ChatGPT, який був доопрацьований на основі моделей серії GPT-3.5. OpenAI не включає GPT-3.5 у GPT-3.

## Моделі
Існує три моделі:
- Chat:
  - gpt-3.5-turbo
- Text completion:
  - text-davinci-002
  - text-davinci-003

## GPT-3.5 with Browsing
10 квітня 2023 року OpenAI представила новий варіант своєї моделі серії GPT-3.5, відомий як GPT-3.5 with Browsing (ALPHA). Ця оновлена модель була описана як така, що базується на можливостях своїх попередників «text-davinci-002» та «code-davinci-002». Модель GPT-3.5 with Browsing (ALPHA) включала можливість доступу та перегляду онлайн-інформації. Це призвело до отримання точніших та актуальніших відповідей на запити користувачів.
Модель GPT-3.5 with Browsing (ALPHA) навчалася на даних до вересня 2021 року, що надає їй більше інформації порівняно з попередніми моделями GPT-3.5, які навчалися на даних до червня 2021 року. Модель мала на меті надати розробникам та користувачам передовий інструмент обробки природної мови, який може ефективно отримувати та синтезувати онлайн-інформацію.
Щоб забезпечити можливості перегляду вебсторінок, OpenAI реалізував новий API, який дозволяє моделі GPT-3.5 with Browsing (ALPHA) отримувати доступ до вибраних онлайн-ресурсів під час роботи. Ця функція дозволяє користувачам ставити запитання або запитувати інформацію, очікуючи, що модель надасть оновлені, точні та релевантні відповіді на основі найновіших доступних їй онлайн-джерел.
27 квітня 2023 року OpenAI зробив модель GPT-3.5 with Browsing (ALPHA) загальнодоступною для користувачів GPT Plus. Це дозволило більшій кількості людей отримати доступ до її нових функцій.

## InstructGPT
InstructGPT — це вдосконалена версія GPT-3.5, навчена на наборі даних інструкцій, написаних людиною.